# Shaquielle McKissic
Shaquielle O'Neal McKissic (Seattle, Washington, 8 d'agost de 1993) és un jugador de bàsquet nord-americà amb passaport de l'Azerbaidjan que des del 2020 juga a l'Olympiakos BC de l'A1 Ethniki. Amb 1,96 metres d'alçada, juga en la posició d'aler.

## Trajectòria esportiva

### Universitat
Després de jugar dos anys quan era juvenil al Community College d'Edmonds, on en la seva segona temporada va fer una mitjana de 22,5 punts i 9,9 rebots per partit, va continuar la seva carrera esportiva universitària com a jugador dels Sun Devils de l'Universitat Estatal d'Arizona, en el qual va jugar altres dues temporades a on va fer una mitjana de 10,8 punts, 5,0 rebots, 2,2 assistències i 1,5 robatoris de pilota per partit.

### Professional
Després de no ser triat al draft de l'NBA de 2015, al juliol d'aquest any va signar el seu primer contracte professional amb el Victòria Libertas de Pesaro de la sèrie A de la lliga italiana de bàsket. Després de disputar nou partits, en els quals va fer una mitjana de 15,9 punts i 5,2 rebots, va deixar l'equip a finals de novembre, perquè va rebre una bona oferta del Changwon LG Sakers, equip de la lliga coreana, amb el qual va signar contracte una setmana després. Allí va acabar la temporada fent una mitjana de 16,1 punts i 5,2 rebots per partit.
El juny de 2016 va tornar a Europa per fitxar per l'Uşak Sportif de la Lliga turca de bàsquet.
El juny de 2017 va fitxar per l'Herbalife Gran Canària de la Lliga ACB per una temporada. Al desembre club i jugador van arribar a un acord per rescindir el contracte després d'acusar el seu entrenador, Luis Casimiro d'agressió.
Després d'acabar la temporada al BC Avtodor Saratov rus, al juliol de 2018 va signar contracte amb el Gaziantep BŞB S.K. turc.

## Personal
El juny de 2017, McKissic va rebre el passaport azerbaijanès i és membre de la selecció de bàsquet de l'Azerbaidjan. Tot i això, la lliga ACB no el va acceptar com a jugador comunitari.